# Āyatana
Āyatana (pāli ; sanskrit : āyatana, devanāgarī : आयतन), signifie sphère, domaine, sanctuaire, temple. 

## Bouddhisme
Dans le bouddhisme, āyatana peut définir :
1. Les quatre « absorptions » du monde sans-forme : voir arūpajhana ;
2. Les douze sources, soit six bases intérieures et six objets.

Les six bases intérieures correspondent aux concept de ṣaḍāyatana. Avec les six objets, elles sont : 
- L'œil et le visible ;
- L'oreille et le son ;
- Le nez et l'odeur ;
- La langue et la saveur ;
- Le corps et l'objet tactile ;
- L'esprit, manoyatana, et l'objet mental, dhammāyatana

## Architecture
Dans l'architecture indienne, āyatana signifie temple ou sanctuaire. Les temples entourés de quatre sanctuaires à leurs coins sont appelés panchayatana (quintuples sanctuaires).